# اوا ولی
اوا ولی (به انگلیسی: Eva Valley) شهرکی واقع در ایالت قلمرو شمالی در استرالیا است.